# Minnesota Twins
Minnesota Twins är en professionell basebollklubb i Minneapolis i Minnesota i USA som spelar i American League, en av de två ligorna i Major League Baseball (MLB). Klubben anses även representera Minneapolis grannstad St. Paul, som tillsammans med Minneapolis brukar kallas "tvillingstäderna" eller twin cities. Klubbens hemmaarena är Target Field.

## Historia
Klubben grundades 1894 i Kansas City i Missouri under namnet Kansas City Blues, men spelade då i en minor league som hette Western League. Man vann ligan 1898. 1900 bytte ligan namn till American League och året efter förklarade sig American League vara en major league och utmanade därigenom National League på allvar. Samma år flyttades klubben till Washington, D.C. och bytte namn till Washington Senators. Klubben bytte redan 1905 officiellt smeknamn till Nationals, men supportrar och journalister fortsatte hela tiden som klubben fanns i Washington att använda Senators parallellt med Nationals. Klubben vann World Series 1924.
1961 flyttades klubben till Minnesota och bytte namn till Minnesota Twins. I sitt nya hem har klubben vunnit World Series 1987 och 1991.

## Hemmaarena
Hemmaarena är Target Field, invigd 2010. 1961–1981 spelade man i Metropolitan Stadium och 1982–2009 i Hubert H. Humphrey Metrodome.

## Spelartrupp

### Aktiva
| Nr | Land                    | Pos | Namn           |
| -- | ----------------------- | --- | -------------- |
| 12 | Puerto Rico             | P   | Emilio Pagán   |
| 17 | USA                     | P   | Chris Archer   |
| 37 | USA                     | P   | Dylan Bundy    |
| 41 | USA                     | P   | Joe Ryan       |
| 43 | USA                     | P   | Aaron Sanchez  |
| 48 | Puerto Rico             | P   | Jorge López    |
| 52 | USA                     | P   | Michael Fulmer |
| 54 | USA                     | P   | Sonny Gray     |
| 56 | USA                     | P   | Caleb Thielbar |
| 58 | USA                     | P   | Trevor Megill  |
| 59 | Dominikanska republiken | P   | Jhoan Durán    |
| 65 | USA                     | P   | Griffin Jax    |
| 71 | Puerto Rico             | P   | Jovani Morán   |

| Nr | Land                    | Pos | Namn               |
| -- | ----------------------- | --- | ------------------ |
| 24 | Dominikanska republiken | C   | Gary Sánchez       |
| 39 | Venezuela               | C   | Sandy León         |
| 90 | USA                     | C   | Caleb Hamilton     |
| 2  | Venezuela               | INF | Luis Arráez        |
| 4  | Puerto Rico             | INF | Carlos Correa      |
| 11 | Dominikanska republiken | INF | Jorge Polanco      |
| 15 | Colombia                | INF | Gio Urshela        |
| 64 | Puerto Rico             | INF | José Miranda       |
| 1  | USA                     | OF  | Nick Gordon        |
| 8  | USA                     | OF  | Jake Cave          |
| 26 | Tyskland                | OF  | Max Kepler         |
| 30 | USA                     | OF  | Kyle Garlick       |
| 67 | Dominikanska republiken | OF  | Gilberto Celestino |

### Skadade
| Nr | Land                    | Pos | Namn           |
| -- | ----------------------- | --- | -------------- |
| 16 | USA                     | P   | Bailey Ober    |
| 18 | Japan                   | P   | Kenta Maeda    |
| 20 | USA                     | P   | Chris Paddack  |
| 50 | Colombia                | P   | Jhon Romero    |
| 51 | USA                     | P   | Tyler Mahle    |
| 53 | USA                     | P   | Danny Coulombe |
| 61 | USA                     | P   | Cody Stashak   |
| 66 | Dominikanska republiken | P   | Jorge Alcalá   |

| Nr | Land                    | Pos | Namn           |
| -- | ----------------------- | --- | -------------- |
| 68 | USA                     | P   | Randy Dobnak   |
| 77 | USA                     | P   | Cole Sands     |
| 27 | USA                     | C   | Ryan Jeffers   |
| 22 | Dominikanska republiken | INF | Miguel Sanó    |
| 23 | USA                     | INF | Royce Lewis    |
| 13 | USA                     | OF  | Trevor Larnach |
| 19 | USA                     | OF  | Alex Kirilloff |
| 25 | USA                     | OF  | Byron Buxton   |

## Fotogalleri

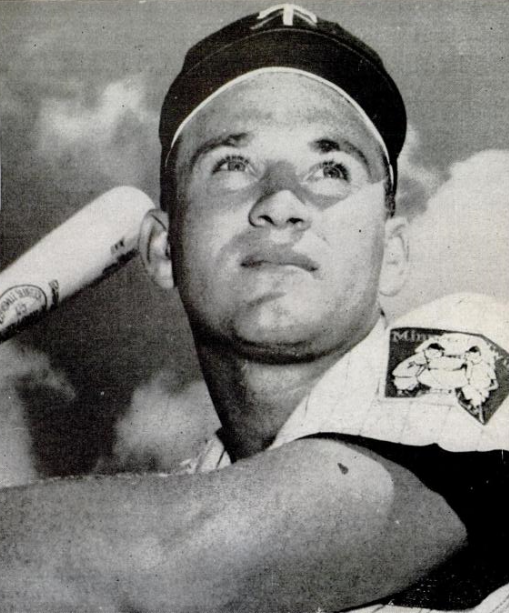
Harmon Killebrew.
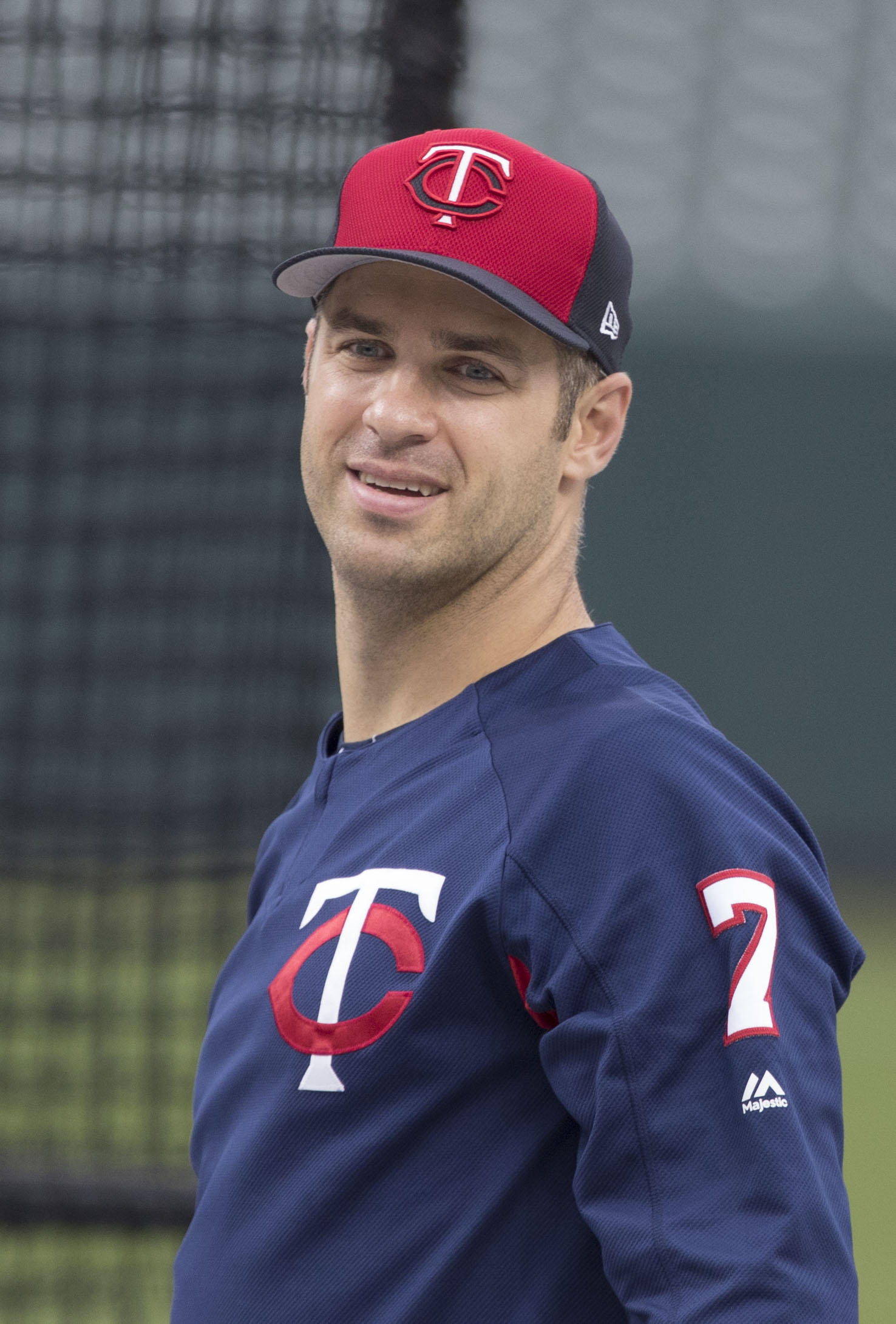
Joe Mauer.
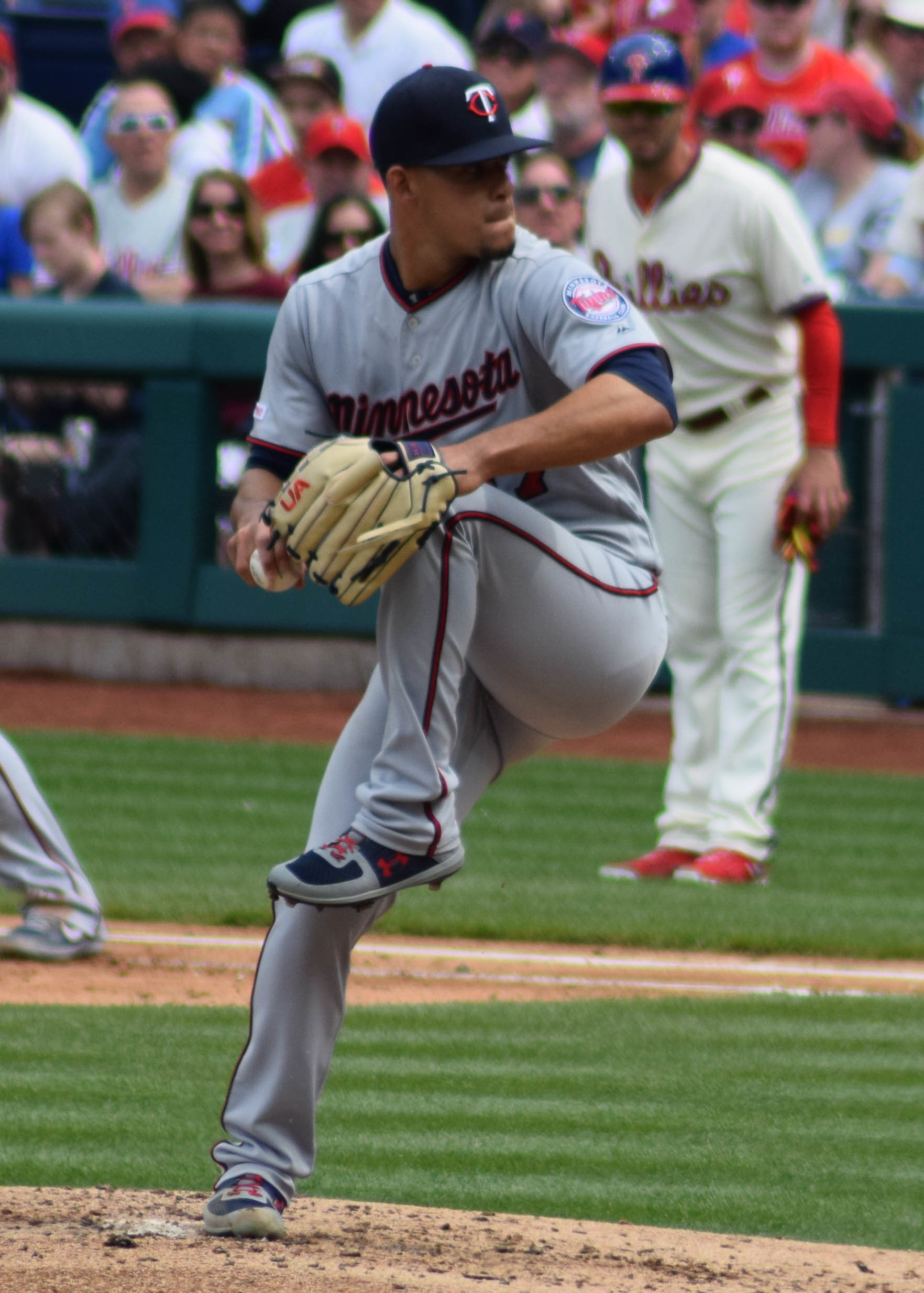
José Berríos.